# Bistum Killala
Das Bistum Killala (ir.: Deoise Chill Ala, lat.: Dioecesis Alladensis) ist eine römisch-katholische Diözese in Irland. Sie wurde bereits im 6. Jahrhundert durch Bischof Muredach begründet. Das in der Kirchenprovinz Tuam gelegene Bistum hat eine Größe von 3754 km² und zählte 1950 47.971 Katholiken (97,4 %) in 22 Pfarreien mit 61 Diözesanpriestern, und 124 Ordensschwestern, besaß jedoch keine Ordenspriester. Sitz des Bistums ist Ballina im County Mayo.
In den folgenden Jahren war das Gebiet von einem starken Bevölkerungsrückgang betroffen, so dass es 2002 lediglich noch 38.115 Katholiken (97,1 %) in 22 Pfarreien mit 55 Diözesan-, 5 Ordenspriestern, 1 Diakon und 69 Ordensschwestern gab.

## Liste der Bischöfe von Killala seit 1814
- Peter Waldron (4. Oktober 1814–20. Mai 1834)
- John MacHale (27. Mai 1834–21. Juli 1834, danach Erzbischof von Tuam)
- Hugh Conway (9. August 1873–1893)
- John Conmy (1893–26. August 1911)
- Jacob Naughton (27. November 1911–16. Februar 1950)
- Patrick O’Boyle (12. Dezember 1950–12. Oktober 1970)
- Thomas McDonnell (12. Oktober 1970–21. Januar 1987)
- Thomas Finnegan (3. Mai 1987–19. Februar 2002)
- John Fleming (19. Februar 2002–10. April 2024)
- Sedisvakanz (seit 10. April 2024)

## Weblinks

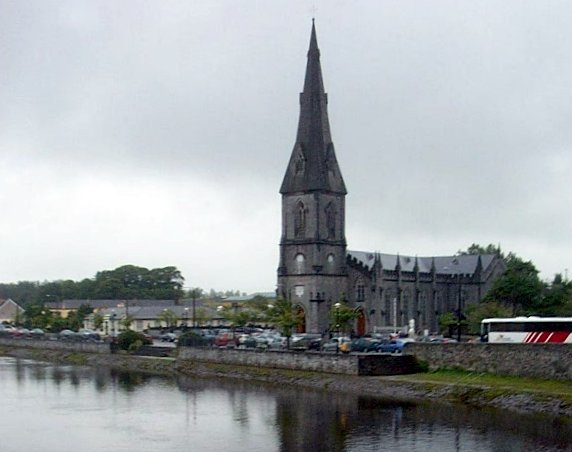
St. Muredach’s Cathedral in Ballina